# عاصم شاه ملك
عاصم شاه ملك (بالإنجليزية: Asim Shahmalak)‏ طبيب بريطاني من أصل باكستاني (ولد يوم 2 أبريل من العام 1961 في كراتشي) أجرى أول عملية زراعة للرموش في المملكة المتحدة في عام 2009، وعالج عددًا من المشاهير البريطانيين.